# Utetheisa grossbecki
Utetheisa grossbecki là một loài bướm đêm thuộc phân họ Arctiinae, họ Erebidae.